# مارغريت كارلسون
مارغريت كارلسون (بالإنجليزية: Margaret Carlson)‏ هي صحفية أمريكية، ولدت في يناير 1988.

## وصلات خارجية
- مارغريت كارلسون على موقع إن إن دي بي (الإنجليزية)